# Phiala flavipennis
Phiala flavipennis is een vlinder uit de familie van de Eupterotidae. De wetenschappelijke naam van de soort is voor het eerst voorgesteld door Hans Daniel Johan Wallengren in een publicatie uit 1875.
De spanwijdte bedraagt 45 millimeter.

## Verspreiding
De soort komt voor in Tanzania en Zuid-Afrika.

## Waardplanten
De rups leeft op Cyperus albostriatus (Cyperaceae).